# Station Merksem
Station Merksem was de oorspronkelijke naam van het station Luchtbal voor er in 1878 een goederenstation dichter bij het centrum van Merksem gebouwd werd. Resten van dit goederenstation kon je voor 2008 nog terugvinden juist ten zuiden van het nieuwe station Antwerpen-Luchtbal in Antwerpen langs spoorlijn 12.
In het goederenstation Merksem werd onder andere de goederentram (voor 1919 kaapspoor en daarna meterspoor) uit Zandvliet en Lillo overgeladen op treinwagons (normaalspoor).
Antwerpen-Berchem · Antwerpen-Centraal · Antwerpen-Dam · Antwerpen-Dokken en -Stapelplaatsen · Antwerpen-Harwich · Antwerpen-Haven · Antwerpen-Kiel · Antwerpen-Linkeroever · Antwerpen-Luchtbal · Antwerpen-Noord · Antwerpen-Noorderdokken · Antwerpen-Oost · Antwerpen-Schijnpoort · Antwerpen-Waas · Antwerpen-Zuid · Borgerhout · Ekeren · Ekeren-Brug · Fort 6 · Fort 7 · Fort 8 · Hoboken-Kapelstraat · Hoboken-Polder · Leugenberg · Merksem · Molenveld · Sint-Mariaburg · Wilrijk